# Barriera di tipo marginale

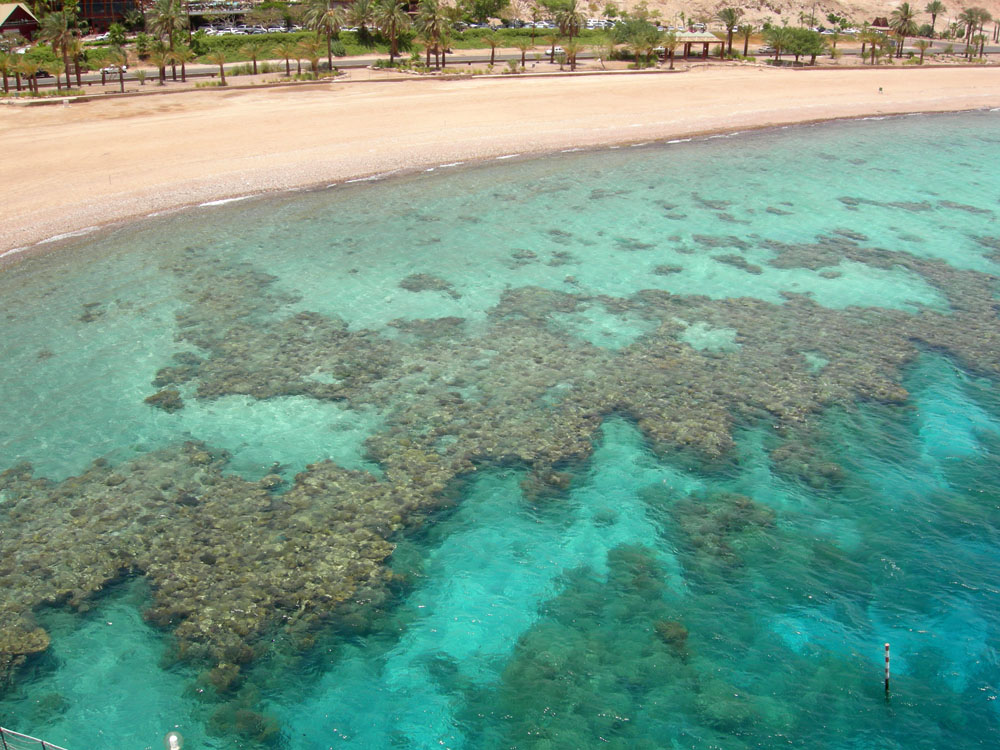
Una barriera corallina di tipo marginale lungo la costa di Eilat, Israele.

La barriera di tipo marginale è uno dei tre tipi principali di barriera corallina identificati dalla maggior parte degli esperti del settore. Si distingue dagli altri due (barriera vera e propria e atolli) per il fatto di avere una zona retrostante di acque basse (laguna) o addirittura nessuna. Se una barriera di tipo marginale cresce direttamente dalla linea di costa (vedi la fotografia) il piano della barriera si estende a partire dalla spiaggia e non ha una zona di laguna.  In altri casi (per esempio, molto spesso nelle Bahamas), la barriera marginale può svilupparsi a poche centinaia di metri dalla costa e delimitare un esteso sistema di acque basse, con numerose alghe e barriera a macchie. La più grande barriera di tipo marginale al mondo è la Ningaloo Reef, che si estende per 260 km lungo la costa dell'Australia Occidentale.
Questo tipo di barriera corallina è quello che più comunemente si trova ai Caraibi e nel Mar rosso. Darwin credeva che questo fosse il primo di tipo di barriera corallina a formarsi intorno alle masse terrestri, nel corso di un processo lungo di sviluppo della barriera.

## La barriera corallina
A vote è difficile distinguere la barriera di tipo marginale e la barriera per antonomasia. Uno dei criteri usati per separare questi due tipi di barriera è quello basato sulla profondità della laguna sul retro della barriera, cioè della parte verso la terraferma. Le barriere coralline hanno almeno alcune sezioni di grande profondità, mentre le barriere di tipo marginale non ne hanno. Un'altra differenza evidente è che le barriere tendono a svilupparsi molto più lontano dalla costa rispetto alle barriere marginali.

## La struttura

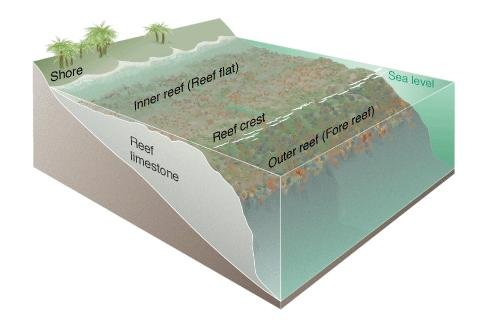
Diagramma di una barriera di tipo marginale: shore=costa; inner reef (reef flat)=barriera interna (piano della barriera); reef crest=cresta della barriera; outer reef (fore reef)=barriera esterna (fronte della barriera); reef limestone=calcare corallino

Ci sono due elementi che contraddistinguono la barriera di tipo marginale: il piano e la scarpata frontale.

### Piano della barriera (retro della barriera)
Il piano della barriera la parte verso la costa, piatta, amplia. Il piano della barriera si trova in acque basse e può rimanere e scoperto durante la bassa marea. Quest'area della barriera presenta solo una lieve pendenza verso l'oceano aperto.
Dato che questa parte è quella adiacente o quasi adiacente alla costa, sopporta i peggiori danni dall'erosione e dalla sedimentazione. Tipicamente, solo pochi dei coralli che si trovano in questa zona sono vivi. Spesso, in questa zona si trovano alghe, praterie sottomarine e coralli molli.

### Scarpata della barriera (fronte della barriera)
La scarpata della barriera si trova sul margine esterno della barriera marginale, più vicino all'oceano aperto. Questa porzione della barriera spesso è ripida e scende rapidamente verso un fondale di sabbia relativamente poco profondo o verso profondità troppo scure per permettere la crescita dei coralli.
I coralli crescono in abbondanza su questa scarpata, sia in numero sia in quanto a diversità di specie. Questo è spiegato dal fatto che sia i detriti che i sedimenti sono meno concentrati su questo lato. L'azione delle onde è più efficace e disperde gli agenti inquinanti facendo emergere invece i nutrienti.
La parte superiore della scarpata è denominata cresta della barriera. La cresta è collocata nel punto che ha il migliore bilancio tra luce solare e moto ondoso, così che la crescita dei coralli  la più rapida. La base della cresta riceve meno luce solare e ha la minore velocità di crescita di tutta la scarpata.

## Localizzazione delle barriere marginali
Le barriere marginali si trovano vicino alla costa, in molte zone dei Tropici e  sono il tipo di barriera più comune. La barriera corallina prospera nelle acque tropicali, in un intervallo di temperatura dell'acqua che va dai 18 ai 30 °C.
Molti dei componenti della Grande Barriera Corallina sono in realtà delle barriere marginali. Tra le 3.400 porzioni singole di barriera che la compongono, 60 sono in realtà barriere di tipo marginali.
In prossimità di Msambweni (Kenya), la barriera che si estende tra Msambweni e Malindi a Nord, è la più lunga barriera marginale ininterrotta al mondo.

## La crescita della barriera

Questa animazione mostra la dinamica del processo di formazione di un atollo corallino. I coralli (in ocra e viola) colonizzano e crescono attorno a un'isola oceanica, formando una barriera di tipo marginale. In condizioni favorevoli, la barriera si espande e l'interno dell'isola sprofonda. Al termine del processo, l'isola scompare completamente sott'acqua, lasciando un anello di corallo in crescita di contorno a una laguna. Il processo di formazione degli atolli può protrarsi per 300.000 anni.

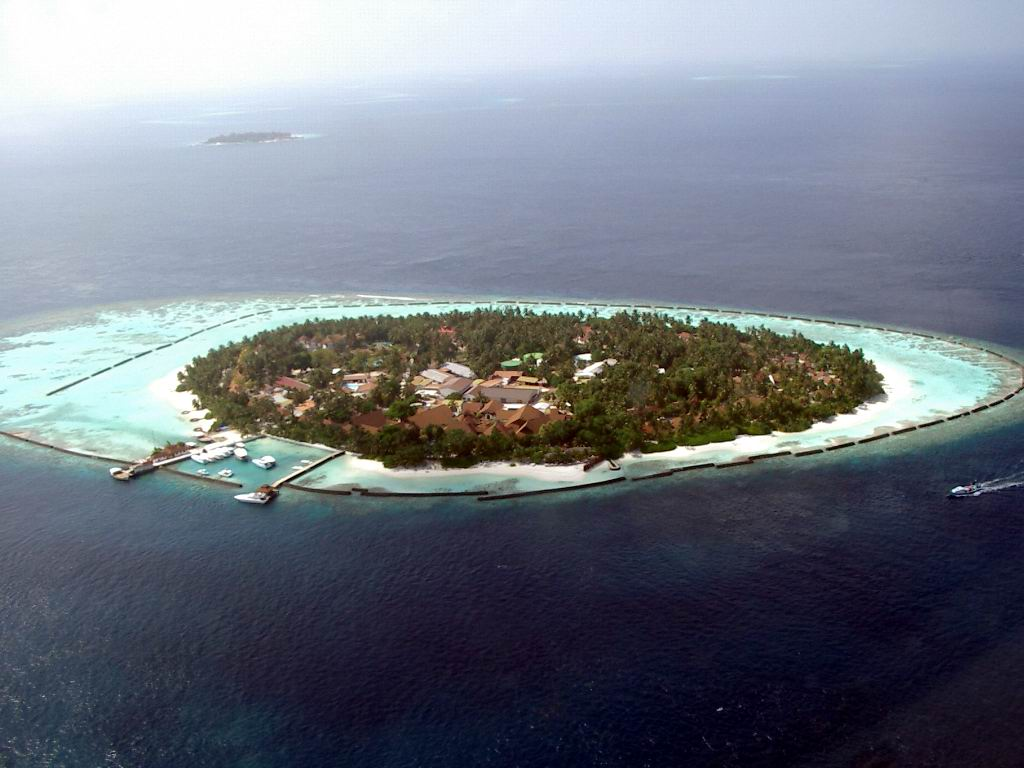
Isola con barriera di tipo marginale nelle Maldive

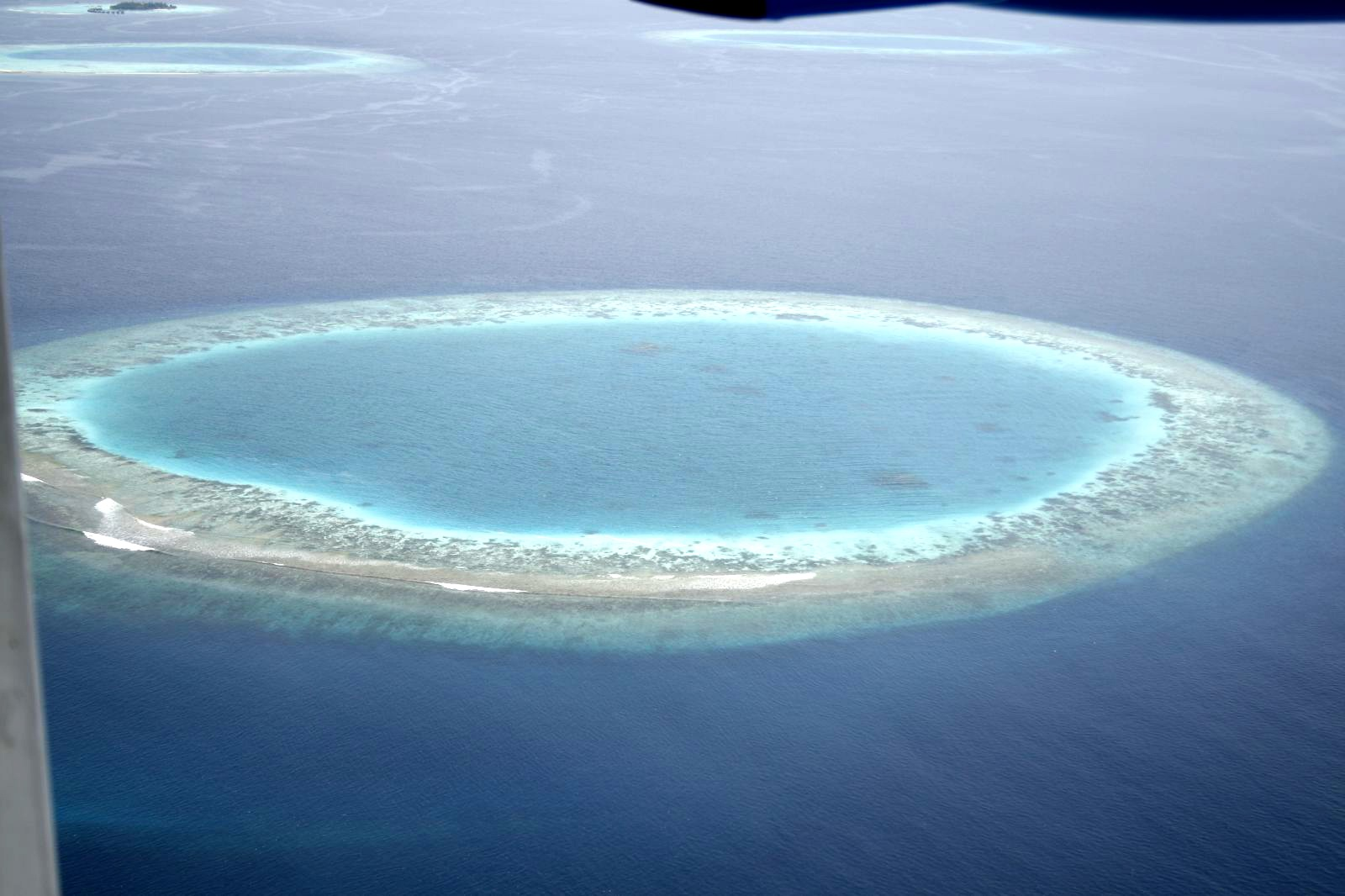
Un atollo corallino nelle Maldive

In equilibrio (keep-up): queste barriere crescono alla stessa velocità con cui sale il livello del mare.
In recupero (catch-up): queste barriere, inizialmente crescono più lentamente dell'innalzamento del livello del mare, e in seguito recuperano quando l'aumento del livello dell'acqua rallenta o si ferma.
In regressione (give-up): queste barriere non sono in rado di svilupparsi a un ritmo sufficiente a far fronte all'innalzamento del livello del mare e quindi sono sommerse.

## Lo sviluppo della barriera
Il fattore limitante per la crescita della barriera  costituito dall spazio disponibile, così come è determinato dai cambi di livello dell'acqua. I cambi nel livello del mare sono dovuti per lo più alle glaciazioni o ai movimenti tettonici. Ci sono sei modi differenti secondo i quali la barriera può crescere e svilupparsi.
- Le barriere possono svilupparsi in verticale tanto quanto lo spazio sotto la superficie lo consenta. La barriera generalmente cresce verso l'alto a partire da un punto sotto la superficie; una volta che la cresta abbia raggiunto la superficie, inizia la crescita verso il lato aperto del mare. La crescita inizia dopo l'allagamento, generalmente a partire dalle porzioni di barriera che erano morte. Dato che la barriera cresce verso l'alto, i sedimenti più vecchi si trovano alla base della barriera. L'età del piano corallino segna il momento in cui la cresta ha raggiunto la superficie dell'acqua; le barriere in recupero hanno superfici più giovani rispetto a quelle in equilibrio.
- Le barriere possono espandersi verso il mare aperto a partire dalla costa. Questa richiede condizioni di stabilità del livello del mare: se il livello del are scende, il piano della barriera, nelle aree verso il mare aperto si presentano in discesa.
- Le barriere possono crescere sopra sedimenti fangosi, che possono predare la barriera oppure accrescersi in sintonia con la crescita della barriera. Anche queste barriere crescono verso il mare aperto, partendo dalla costa. I sedimenti più vecchi sono pi prossimi alla costa e non sono ricoperti. Il corallo, le praterie marine e le alghe filtrano i sedimenti prima che raggiunga la cresta della barriera.
- Le barriere possono formarsi in una maniera graduale e sporadica, con periodi alternati di crescita verticale e orizzontale. In questo tipo di formazione delle barriere marginali, si trovano varie porzioni di barriera parallele alla costa e alla barriera marginale originaria. Queste barriere diventano con il tempo una singola grande barriera, quando i sedimenti riempiono lo spazio tra le diverse barriere.
- Le barriere si possono sviluppare quando una barriera d'alto mare cresce raggiungendo il livello del mare formando una barriera. Quando la barriere cresce più rapidamente che il fondo, si forma una laguna, la laguna in seguito si riempie con i sedimenti che provengono dalla costa.
- Le barriere d'alto mare possono dare origine alle loro stesse barriere sfruttando il fatto che le tempeste spostano il corallo e altri detriti verso l'interno. Il ripetersi delle tempeste ridisegna costantemente il fronte verso il mare aperto di queste barriere.

## L'effetto dell'attività tettonica
L'attività tettonica può avere conseguenze devastanti. A titolo d'esempio, un terremoto sull'isola di Ranongga, nelle isole Salomone, spostò l'80% delle barriere marginali al di sopra del livello dell'acqua. Le barriere settentrionali si elevarono di 1 m al di sopra del livello medio dell'alta marea, mentre la parte meridionale fu spostata 2-3 metri al di sotto del pelo dell'acqua.

## Rischi
Così come per gli altri tipi di barriera, ci sono varie ragioni per cui le barriere di tipo marginali vanno incontro alla distruzione:
- Pratiche distruttive di pesca: queste comprendono la pesca con il cianuro o la dinamite, lo strascico da fondale e il muro-ami (percussione della barriera con dei bastoni). Lo strascico sul fondale è una delle minacce maggiori per le barriere di acque fredde.
- Sovrapesca: questo ha un impatto sul bilancio ecologico delle comunità che vivono intorno alla barriera corallina, distorcendo la catena alimentare e causando degli effetti che vanno ben al di là della semplice sovrapesca delle specie coinvolte.
- Turismo invasivo: la nautica da diporto praticata senza attenzione, le immersioni, le gite subacquee e la pesca avvengono in tutto il mondo, con persone che toccano la barriera, smuovono i sedimenti, raccolgono i coralli e gettano l'ancora sulle barriere. Alcuni centri turistici e alcune infrastrutture sono state addirittura costruite direttamente sopra la barriera e alcuni villaggi scaricano le loro acque nere o gettano i rifiuti direttamente nel mare intorno alle barriere.
- Inquinamento marino: i rifiuti urbani e industriali, le fognature, i prodotti agrochimici e l'inquinamento da petrolio stanno avvelenando le barriere. Questi prodotti tossici sono liberati direttamente negli oceani o trasportati dai sistemi fluviali dai loro scarichi a monte. Alcuni inquinanti, come le acque discolo e il drenaggio dei campi coltivati, aumentano il livello di azoto nell'acqua di mare, causando una sovracrescita delle alghe, che soffocano le barriere togliendo lorola luce.
- Sedimentazione: l'erosione causata dalle costruzioni (sia lungo la costa che nell'intero), l'attività mineraria, il taglio dei boschi e le coltivazioni stanno portando a un aumento dei sedimenti trasportati dai fiumi. Questi finiscono negli oceani, dove anche in questo caso la loro azioni si trasforma in un soffocamento dei coralli, privati della luce solare. La distruzione delle mangrovie, che normalmente trattengono grandi quantità di sedimenti, accentua ancora di più il problema.
- Estrazione dei coralli: i coralli vivi sono estratti dalla barriera per essere usati come mattoni, materiali inerti di riempimento, cemento per le nuove costruzioni. I coralli sono anche venduti ai turisti e a esportatori che non si curano di conoscere il danno anche a lungo termine che questo commercio causa e infine venduto come pietra viva.
- Cambio climatico: i coralli non possono sopravvivere con temperature dell'acqua troppo elevate. Il riscaldamento globale ha già portato a un notevole aumento di sbiancamento dei coralli e si prevede che questo fenomeno aumenterà di frequenza e gravità nei prossimi decenni. Questo sbiancamento progressivo potrà forse significare la fine di questo ecosistema già molto stressato.

## La diversità delle specie
Il retro della barriera è quello che presenta la minore diversità di specie, che aumenta andando verso la cresta e il mare aperto. Questa differenza è spiegata, almeno in parte, dall'eutrofizzazione causata dall'aumento dei nutrienti, dai sedimenti, dalla tossicità dei rifiuti domestici e industriali.
Molte alghe macrofite vivono sul fondale, a seguito dell'aumento dei nutrienti. Questi influenzano anche il fitoplancton, che si sviluppa al di sopra della barriera corallina e determina un aumento della torbidità dell'acqua con la conseguenza che una quantità minore di luce pregiudica lo sviluppo dei coralli e permette l'aumento dei grandi invertebrati marini.
I sedimenti che sono presenti nell'ambiente provocano un aumento della torbidità e possono soffocare altri organismi. I coralli presenti nella barriera marginale usano quattro sistemi per liberarsi dei sedimenti che comprendono la distensione del polipo, i movimenti tentacolari, l'azione delle ciglia e la produzione di muco. I coralli che sopravvivono quindi possono essere considerati quelli che sono riusciti a liberarsi più efficacemente dei sedimenti.
I coralli che liberano lo sperma nell'acqua sono quelli che hanno la più alta capacità di crescita e riproduzione, rispetto alle altre specie.
Nell'area di barriera più prossima alla riva, ci sono generalmente più alghe carnose, che si sviluppano nella sabbia e detriti di corallo. Questi tipi di alghe comprendono la Lyngbia sp. e l'Oscilatoria sp.
Negli anni più recenti, le specie dominanti nella zona del piano della barriera sono state colpite dai cambi ambientali. Nelle barriere di tipo marginale delle Barbados, si trovano specie quali la Diploria strigosa, la Palythoa mamillosa e la Diadema antillarum.
La specie più comune sulla cresta della barriera è la Porites porites, un tipo di corallo roccioso, anche se ci sono aree significative coperte da alghe carnose.